# ورگیت
ورگیت (به ایتالیایی: Vergiate) یک کومونه در ایتالیا است که در استان وارزه واقع شده‌است.

## خصوصیات
ورگیت ۲۱٫۶ کیلومترمربع مساحت و ۸٬۷۴۰ نفر جمعیت دارد و ۲۷۰ متر بالاتر از سطح دریا واقع شده‌است.